# Harry Gribbon

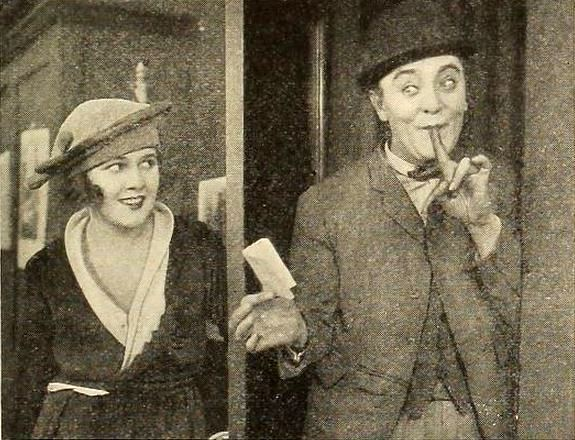
Myrtle Lind y Harry Gribbon en Rip & Stitch: Tailors (1919)

Harry Gribbon (9 de junio de 1885-28 de julio de 1961) fue un actor cinematográfico de nacionalidad estadounidense, activo en la época del cine mudo.

## Biografía
Nacido en la ciudad de Nueva York, su nombre completo era Harry Peter Gribbon. Actuó en un total de 144 filmes rodados entre 1915 y 1938. Fue intérprete de la productora L-KO Kompany, tras haber iniciado su trayectoria con Mack Sennett. Muchos de sus filmes se consideran perdidos.
Fallecido en Los Ángeles, California, en 1961, era hermano del también actor Eddie Gribbon.

## Selección de su filmografía

### Actor
- 1915 : Mabel, Fatty and the Law, de Roscoe Arbuckle
- 1915 : Blue Blood and Yellow Backs, dirigida por él
- 1919 : Rip & Stitch: Tailors
- 1920 : Down on the Farm, de Ray Grey, Erle C. Kenton y F. Richard Jones
- 1923 : The Extra Girl, de F. Richard Jones
- 1928 : Rose-Marie, de Lucien Hubbard
- 1928 : The Cameraman, de Edward Sedgwick y Buster Keaton
- 1928 : Show People, de King Vidor
- 1929 : The Shakedown, de William Wyler
- 1929 : Tide of Empire, de Allan Dwan
- 1929 : On with the Show!, de Alan Crosland
- 1929 : The Mysterious Island, de Lucien Hubbard
- 1932 : Ride him, cowboy, de Fred Allen
- 1934 : Art Trouble, de Ralph Staub

### Director
- 1915 : Blue Blood and Yellow Backs